# Graes

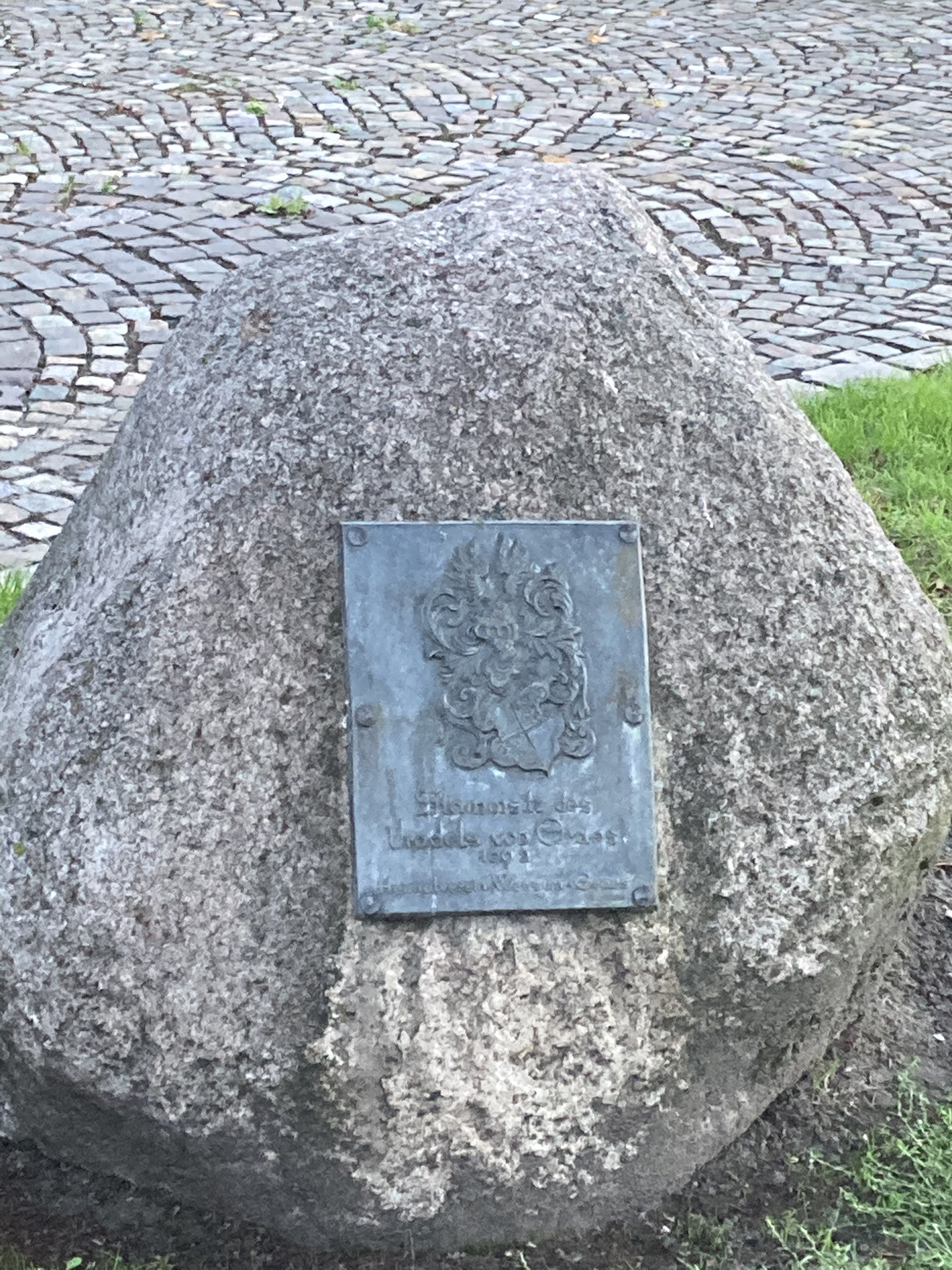
Gedenkstein mit dem Wappen derer von Graes

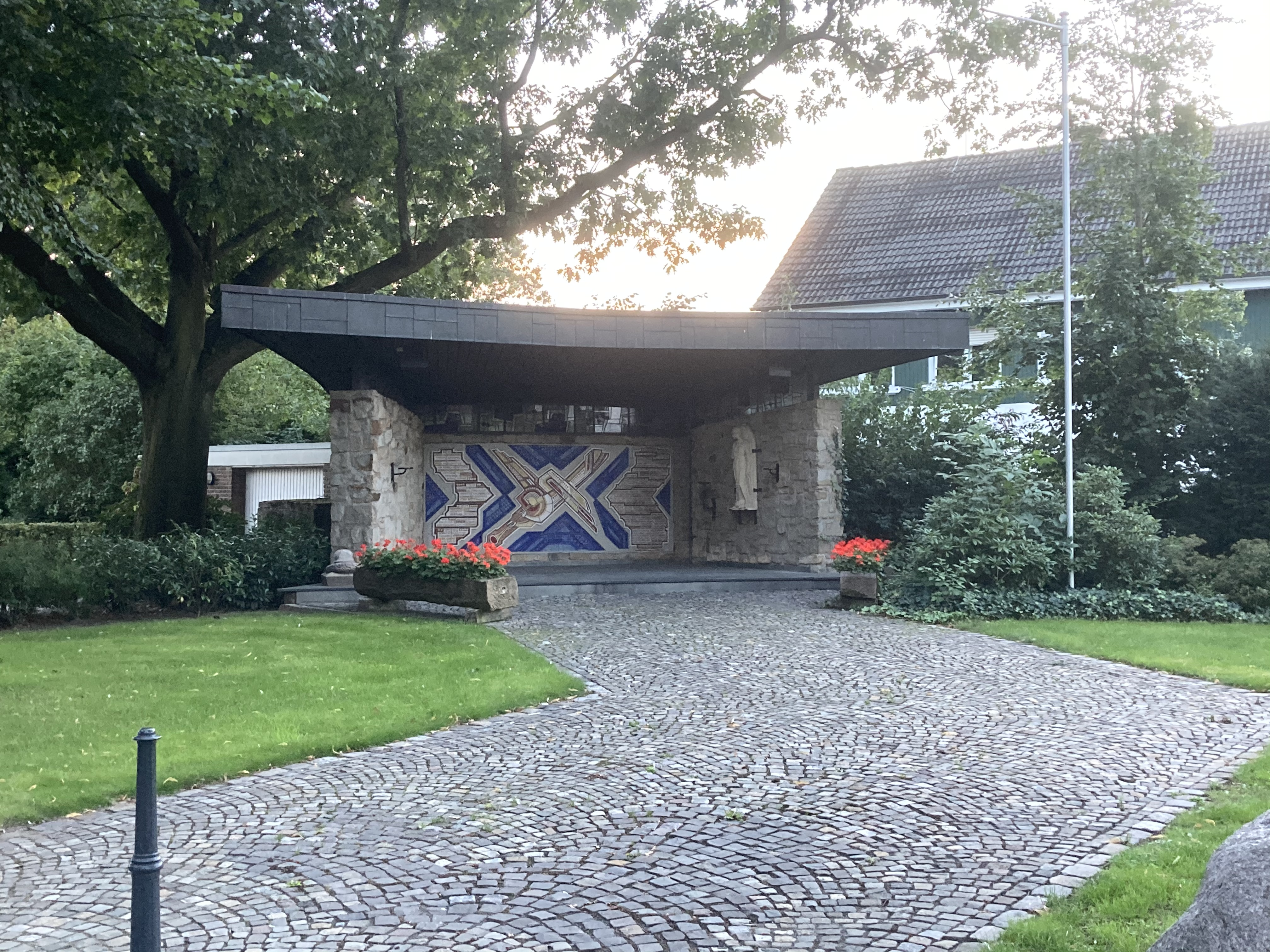
Kriegerdenkmal am Kirchplatz in Graes

Graes ist mit rund 1800 Einwohnern der kleinste Stadtteil von Ahaus im westlichen Münsterland im Nordwesten von Nordrhein-Westfalen.

## Geschichte
Im Jahr 1098 wurde Graes erstmals urkundlich erwähnt. Bis zur kommunalen Neugliederung, die am 1. Januar 1975 in Kraft trat, war Graes eine Bauerschaft der Gemeinde Wessum. Seit dieser Neugliederung hat Graes das Dorfrecht.
Katholische Kirche
Seit 1898 gibt es in Graes eine kleine Kapelle, die in den Jahren 1949 bis 1951 zur heutigen Pfarrkirche St. Josef erweitert wurde. Sehenswert sind die von Kunsterzieher Wilfried Dräger geschaffenen Kirchenfenster. Am 1. April 1919 wurde Graes zur eigenständigen Pfarrgemeinde erhoben. Pfarrer Joseph Luters war der erste Pfarrer der katholischen Kirchengemeinde St. Josef. Nach ihm wurde im Jahre 2005 eine Straße im Neubaugebiet benannt. Im Jahre 2006 am 1. Juli erfolgte die Gemeindefusion mit St. Mariä Himmelfahrt in Ahaus. 

## Vereinsleben
Wie in vielen kleineren Orten ist das Vereinswesen maßgeblich an der Förderung der Gemeindestruktur und der kulturellen Vielfalt beteiligt. Neben weiteren Vereinen sind zu nennen:
- Der Heimatverein Graes 1989 e.V. ist ein Verein zur Traditionspflege in Graes. Der Verein führt alljährlich mehrere Veranstaltungen durch. In „Hefflers Kotten“ richtete der Heimatverein ein Heimathaus ein.[4]
- Der Sportverein Sportfreunde Graes 1952 e.V. (Kurzbezeichnung: SF Graes) ist ein hauptsächlich im Bereich des Amateurfußballs engagierter Verein.[5]
- Die Sportschützen Graes 2002 e.V. sind ein Schießsportverein in Graes. Der Verein betreibt einen Luftgewehrschießstand im Keller des Heimathauses „Hefflers Kotten“. Aktuell beträgt die Mitgliederzahl ca. 60 Personen. Der Verein schießt in der 1. und 2. Kreisklasse im Schützenkreis Ahaus.
- Der Allgemeine Schützenverein Graes 1902 e.V. wurde durch Zusammenschluss der einzelnen Schützenvereine der Graeser Bauerschaften gegründet. Das erste gemeinsame Schützenfest wurde am 13. Juli 1902 gefeiert.[6]
- Die Katholische Landjugendbewegung (KLJB) ist in der Ortsgruppe Graes mit ca. 130 Mitgliedern organisiert. Sie organisiert Veranstaltungen für die Jugend des Ortes.

## Galerie

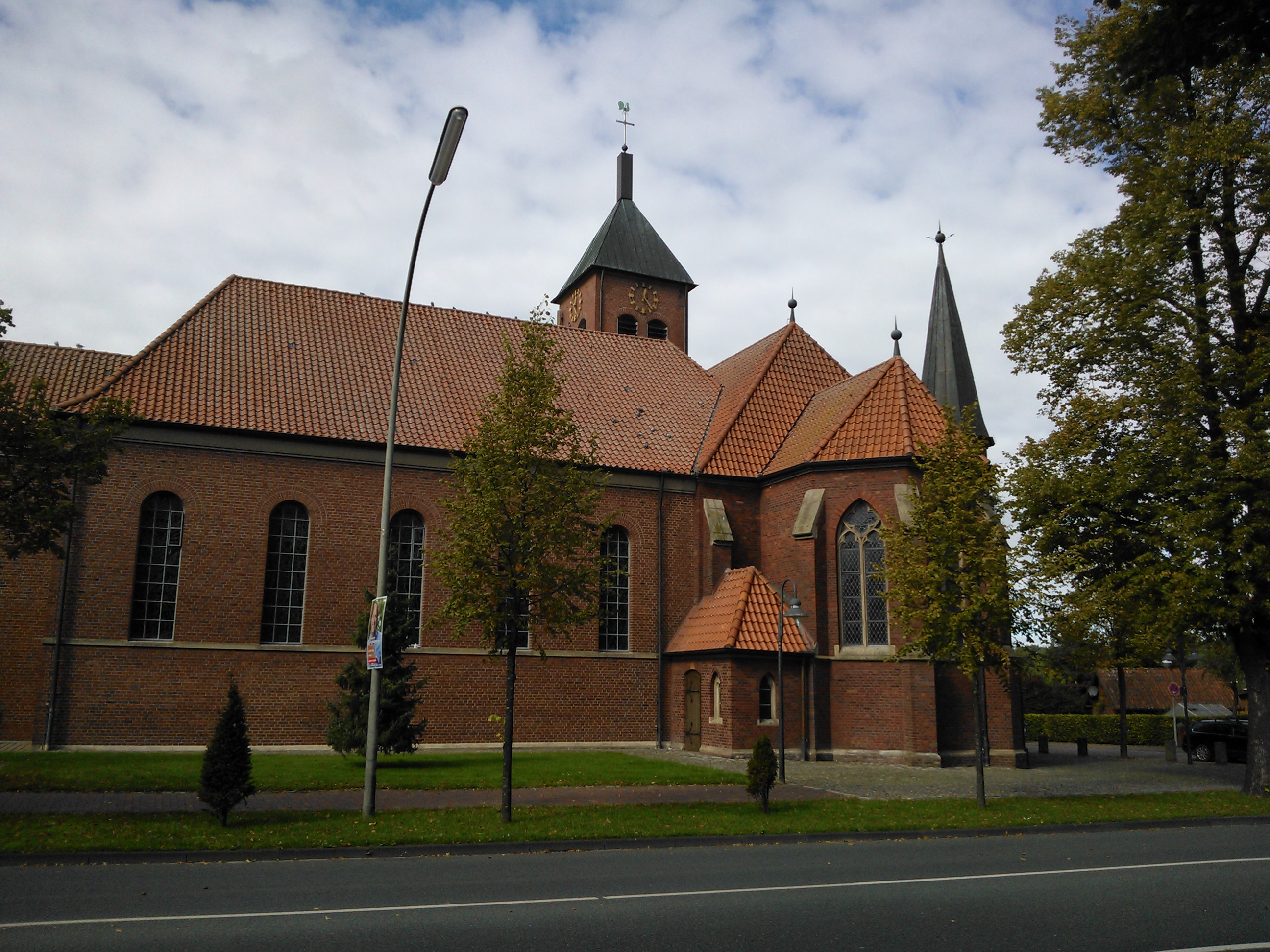
Pfarrkirche St. Josef Graes
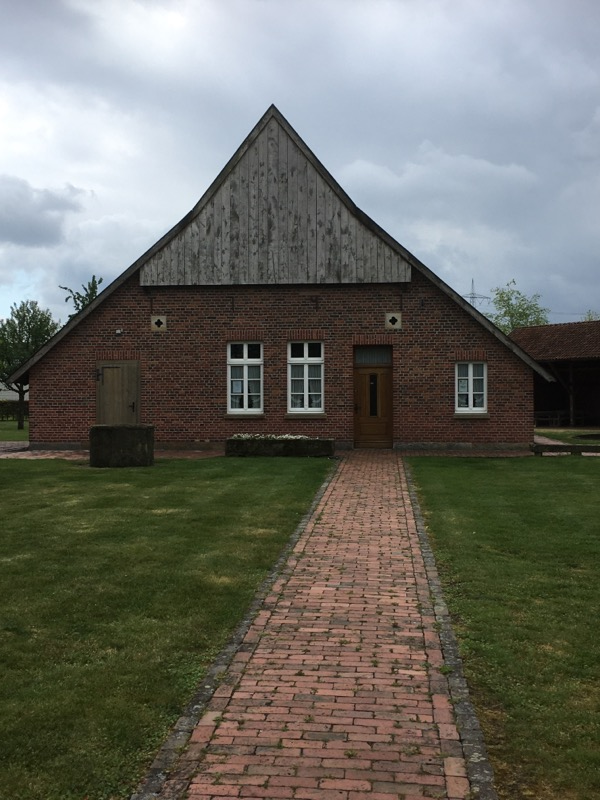
Heimathaus „Hefflers Kotten“ in Graes
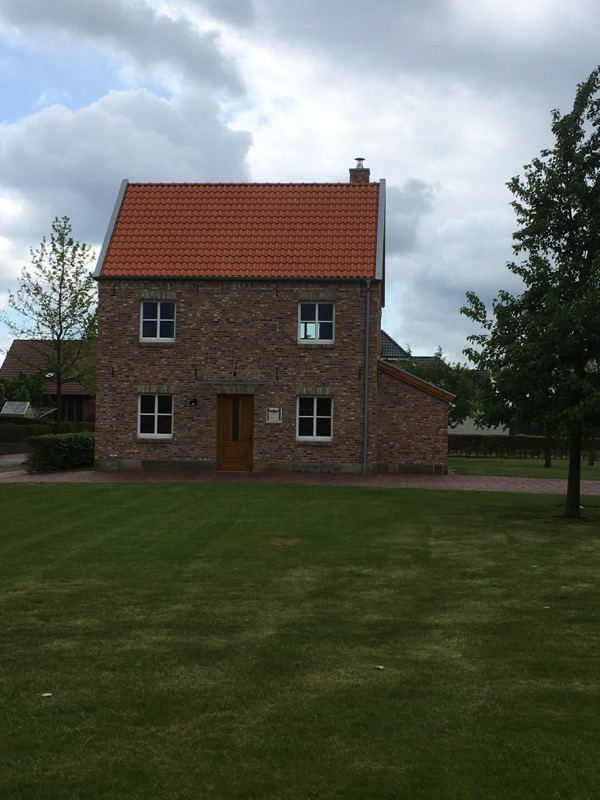
Backhaus „Spieker Awerkotte“ in Graes
Wappen derer von Graes
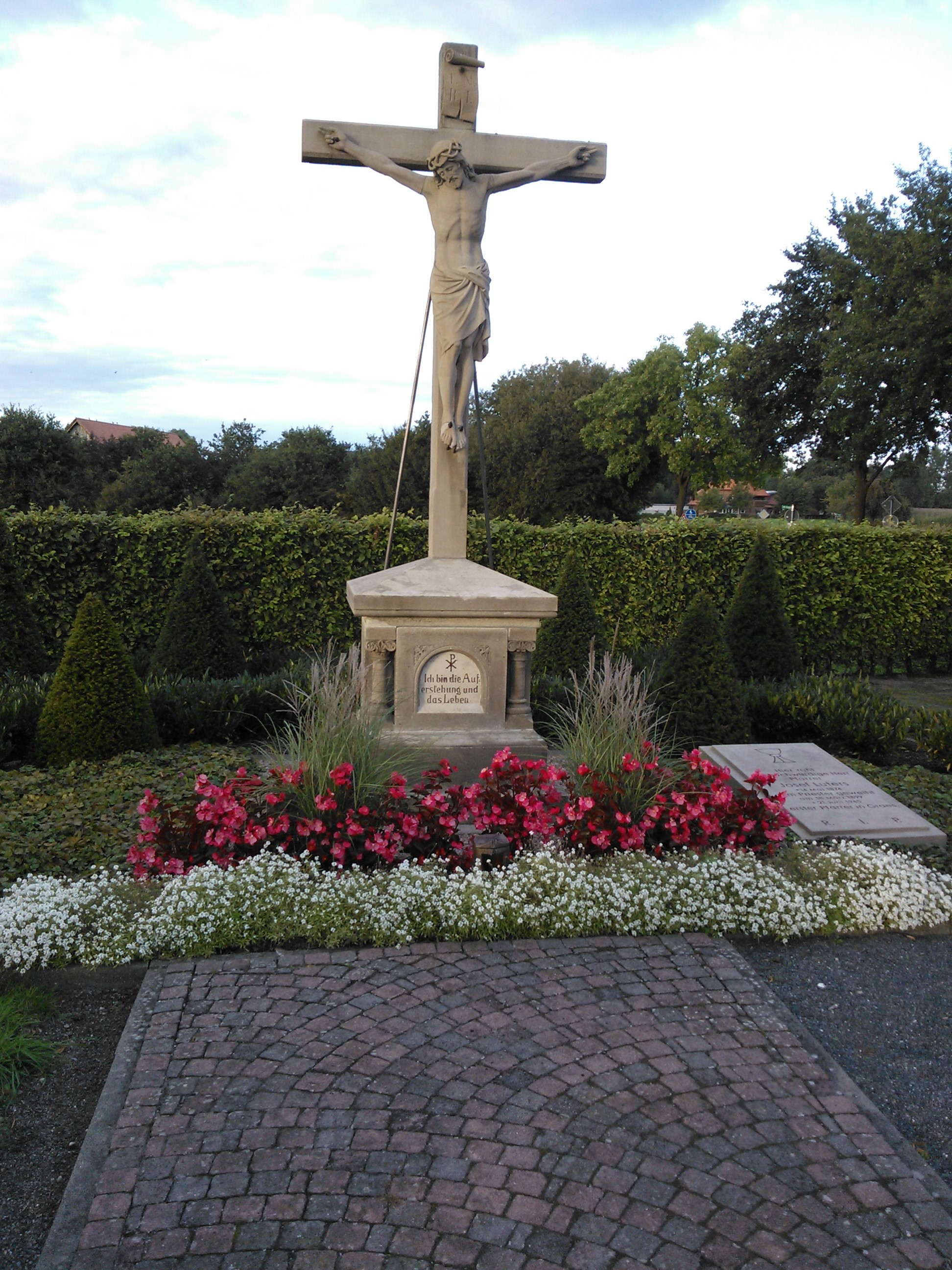
Friedhofskreuz in Graes